# 400 mètres nage libre masculin aux Jeux olympiques d'été de 2020
Navigation
Rio 2016 Paris 2024
Le 400 m nage libre hommes est une épreuve des Jeux Olympiques d'Été 2020 qui a eu lieu entre les 24 et 25 juillet, au Centre olympique national de Tokyo.

## Records
Avant les Jeux olympiques d'été de 2020, les records étaient les suivants.
| Record du monde  | 3:40.07 | Paul Biedermann (GER) | 26 juillet 2009 | Rome    |
| Record olympique | 3:40.14 | Sun Yang (CHN)        | 28 juillet 2012 | Londres |

## Programme
Heure locale (UTC+9)
| Date       | Heure | Tour   |
| ---------- | ----- | ------ |
| 24 juillet | 19:38 | Séries |
| 25 juillet | 10:52 | Finale |

## Résultats
Les huit meilleurs chronos, indépendamment de leur série, sont qualifiés pour la finale.

### Éliminatoires
| Rang | Série | Ligne | Nom                  | Nationalité       | Temps   | Remarques |
| ---- | ----- | ----- | -------------------- | ----------------- | ------- | --------- |
| 1    | 4     | 2     | Henning Mühlleitner  | Allemagne         | 3:43.67 | Q         |
| 2    | 4     | 3     | Felix Auböck         | Autriche          | 3:43.91 | Q         |
| 3    | 4     | 4     | Gabriele Detti       | Italie            | 3:44.67 | Q         |
| 4    | 5     | 4     | Elijah Winnington    | Australie         | 3:45.20 | Q         |
| 5    | 5     | 5     | Jack McLoughlin      | Australie         | 3:45.20 | Q         |
| 6    | 5     | 2     | Kieran Smith         | États-Unis        | 3:45.25 | Q         |
| 7    | 5     | 1     | Jake Mitchell        | États-Unis        | 3:45.38 | Q         |
| 8    | 4     | 8     | Ahmed Hafnaoui       | Tunisie           | 3:45.68 | Q         |
| 9    | 3     | 5     | Antonio Djakovic     | Suisse            | 3:45.82 | NR        |
| 10   | 5     | 6     | Marco De Tullio      | Italie            | 3:45.85 |           |
| 11   | 4     | 7     | Guilherme Costa      | Brésil            | 3:45.99 |           |
| 12   | 4     | 6     | Lukas Märtens        | Allemagne         | 3:46.30 |           |
| 13   | 4     | 5     | Danas Rapšys         | Lituanie          | 3:46.32 |           |
| 14   | 3     | 7     | Marwan El-Kamash     | Égypte            | 3:46.94 |           |
| 15   | 3     | 1     | Kregor Zirk          | Estonie           | 3:47.05 | NR        |
| 16   | 2     | 4     | Alfonso Mestre       | Venezuela         | 3:47.14 |           |
| 17   | 3     | 4     | Aleksandr Yegorov    | ROC               | 3:47.71 |           |
| 18   | 5     | 8     | Gábor Zombori        | Hongrie           | 3:47.99 |           |
| 19   | 5     | 7     | Ji Xinjie            | Chine             | 3:48.27 |           |
| 20   | 4     | 1     | Kieran Bird          | Grande-Bretagne   | 3:48.55 |           |
| 21   | 3     | 3     | Henrik Christiansen  | Norvège           | 3:48.88 |           |
| 22   | 5     | 3     | Martin Malyutin      | ROC               | 3:49.49 |           |
| 23   | 3     | 2     | Zac Reid             | Nouvelle-Zélande  | 3:49.85 |           |
| 24   | 2     | 3     | Martin Bau           | Slovénie          | 3:52.56 |           |
| 25   | 2     | 2     | Joaquín Vargas       | Pérou             | 3:52.94 |           |
| 26   | 3     | 8     | Lee Ho-joon          | Corée du Sud      | 3:53.23 |           |
| 27   | 1     | 5     | Eduardo Cisternas    | Chili             | 3:54.10 |           |
| 28   | 3     | 6     | David Aubry          | France            | 3:55.01 |           |
| 29   | 2     | 6     | Aflah Fadlan Prawira | Indonésie         | 3:55.08 |           |
| 30   | 2     | 7     | Wesley Roberts       | Îles Cook         | 3:55.65 |           |
| 31   | 1     | 4     | Igor Mogne           | Mozambique        | 3:56.56 |           |
| 32   | 1     | 3     | Irakli Revishvili    | Géorgie           | 3:57.49 |           |
| 33   | 2     | 5     | Welson Sim           | Malaisie          | 3:58.25 |           |
| 34   | 2     | 8     | Alex Sobers          | Barbade           | 3:59.14 |           |
| 35   | 2     | 1     | James Freeman        | Botswana          | 4:03.10 |           |
| 36   | 1     | 6     | Filip Derkoski       | Macédoine du Nord | 4:03.34 |           |

### Finale
| Rang                                | Ligne | Nom                 | Nationalité | Temps   |
| ----------------------------------- | ----- | ------------------- | ----------- | ------- |
| Médaille d'or, Jeux olympiques      | 8     | Ahmed Hafnaoui      | Tunisie     | 3:43.36 |
| Médaille d'argent, Jeux olympiques  | 2     | Jack McLoughlin     | Australie   | 3:43.52 |
| Médaille de bronze, Jeux olympiques | 7     | Kieran Smith        | États-Unis  | 3:43.94 |
| 4                                   | 4     | Henning Mühlleitner | Allemagne   | 3:44.07 |
| 4                                   | 5     | Felix Auböck        | Autriche    | 3:44.07 |
| 6                                   | 3     | Gabriele Detti      | Italie      | 3:44.88 |
| 7                                   | 6     | Elijah Winnington   | Australie   | 3:45.20 |
| 8                                   | 1     | Jake Mitchell       | États-Unis  | 3:45.39 |